# Mägo de Oz
Mägo de Oz – zespół muzyczny założony w połowie 1989 roku w Madrycie. Jest hiszpańskim przedstawicielem power/folk metalu.

## Muzycy

### Obecny skład zespołu
- Txus di Fellatio – perkusja, śpiew (1988–)
- Carlos Prieto „Mohamed” – skrzypce, śpiew (1992–)
- J.C. Marín „Carlitos” – gitara prowadząca (1992–)
- Francisco Javier Gómez de la Serna „Frank” – gitara elektryczna/akustyczna (1996–)
- Jose Andrëa – instrumenty klawiszowe, śpiew (1996–)
- Sergio Cisneros „Kiskilla”: klawisze, pianino, akordeon (2000–)
- Patricia Tapia: śpiew, śpiew towarzyszący (2007–)
- Pedro Díaz „Peri” – gitara basowa (2005–)
- José Manuel Pizarro – flet (2010–)

### Byli członkowie zespołu
- Juanma Rodríguez: śpiew (1988–1996)
- Luis Miguel Navalón – gitara basowa (2004)
- Salva – gitara basowa (1988–2002)
- Sergio Martinez – gitara basowa (2003 – 2004)
- Juanna – śpiew (1995)
- Mar Cabello – śpiew gościnnie
- José María Alonso „Chema”: gitara (1992–1996)
- Fernando Ponce de León – flet, śpiew (2000–2010)
- Jorge Salan – gitara elektryczna (2004–2008)

## Dyskografia

### Albumy
- Mägo de Oz (1994)
- Jesús de Chamberí (1996) ESP #72[3]
- La Leyenda de la Mancha (1998) ESP #98[3]
- Finisterra (2000)
- Gaia (2003)
- Belfast (2004)
- Gaia II – La Voz Dormida (2005) ESP #3[3]
- La Ciudad de los Árboles (2007) ESP #1[3]
- Gaia III: Atlantia (2010)
- Gaia: Epílogo (2010)
- Hechizos, pócimas y brujería (2012)
- Ilussia (2014)
- Ira Dei (2019)

### Albumy koncertowe
- Fölktergeist (2002)
- Madrid – Las Ventas (2005) ESP #7[3]
- A Costa da Morte (2007)
- Barakaldo D.F. (2008) ESP #9[3]

### Kompilacje
- Grandes (2003)
- The Best Oz (2006) ESP #12[3]
- Rock N’ Oz (2006)

### Minialbumy
- La Bruja (1997)

### Single
- Molinos de viento (1997)
- Resacosix en Hispania (1999)
- Fiesta pagana (2000)
- ¡Feliz Navidad, Cabrones! (2000)
- El que quiera entender que entienda (2000)
- Molinos de viento (live) (2001)
- La danza del Fuego (2001) ESP #11[4]
- Pensando en ti (2002)
- La costa del silencio (2003)
- El atrapasueños (Promo) (2004)
- La rosa de los vientos (2004)
- La posada de los muertos (2005) ESP #1[4]
- Hoy toca ser feliz (2006) ESP #5[4]
- Diabulus in Musica (2006) ESP #3[4]
- Y ahora voy a salir (Ranxeira) (2007) ESP #1[4]
- Deja de llorar (2008) ESP #2[4]
- Que el viento sople a tu favor (2010) ESP #20[4]

### Dema
- Y qué más da (1989)
- Canción de cuna para un bohemio (1990)
- Con la cabeza bien alta (1992)

## Wideografia
- Resacosix en Hispania (1999, VHS)
- Finisterra (2000, VHS)
- Pack Video-CD (2002, VHS)
- A Costa Da Rock (2003, DVD)
- Barakaldo D.F. (2009, DVD)